# Syddjurs
Syddjurs es un municipio de Dinamarca en la región de Jutlandia Central. Ocupa un área de 696 km² en la parte sur de la península de Djursland, de donde viene su nombre (Djursland del sur). Su capital es Rønde y su mayor localidad Ebeltoft. El municipio tiene una población de 41.815 habitantes en 2012.
Syddjurs limita con Randers y Favrskov al oeste, con Aarhus al sur, con Norddjurs al norte, y con el Kattegat al sur y al este. 
El municipio de Syydjurs fue creado el 1 de enero de 2007 con la entrada en vigencia de una reforma municipal en todo el país. Para su conformación se fusionaron los antiguos municipios de Ebeltoft, Midtdjurs, Rosenholm y Rønde.

## Localidades
| Localidades más pobladas de Syddjurs |           |                  |
| N.º                                  | Localidad | Población (2012) |
| 1                                    | Ebeltoft  | 7.623            |
| 2                                    | Hornslet  | 5.346            |
| 3                                    | Rønde     | 2.566            |
| 4                                    | Ryomgård  | 2.376            |
| 5                                    | Kolind    | 1.768            |
| 6                                    | Mørke     | 1.527            |
| 7                                    | Thorsager | 1.336            |
| 8                                    | Ugelbølle | 1.260            |
| 9                                    | Pindstrup | 735              |
| 10                                   | Nimtofte  | 637              |